# Louis Maximilien Rigal
Pour les articles homonymes, voir Rigal.
Louis Maximilien Rigal, né à Stuttgart le 17 janvier 1748, mort à Paris le 21 avril 1830, est un homme politique français sous le Premier Empire.

## Biographie
Il naît à Stuttgart le 17 janvier 1748.
Il est négociant à Crevelt quand il est élu député du Corps législatif pour le département de la Roer par le Sénat conservateur le 8 novembre 1800 (17 brumaire an IX). Il s'y fait remarquer parmi les zélés partisans de Bonaparte, est secrétaire de l'assemblée le 16 floréal an X. 
Le 29 octobre 1804 (7 brumaire an XIII), il est nommé membre du Sénat conservateur en remplacement de M. de Fargues, décédé.
Il est fait comte de l'Empire le 26 avril 1808.
Il rentre dans la vie privée en 1814.
Il meurt à Paris le 21 avril 1830 et est inhumé au cimetière du Père-Lachaise (29e division).

## Sources
- « Louis Maximilien Rigal », dans Adolphe Robert et Gaston Cougny, Dictionnaire des parlementaires français, Edgar Bourloton, 1889-1891 [détail de l’édition]